# Metoděj Matuška
Metoděj Matuška (13. března 1885 Holešov – 24. března 1959 Bystřice pod Hostýnem) byl český stavitel.

## Životopis
Narodil se v Holešově 13. března 1885 (Holleschau) do rodiny stavbyvedoucího Jana Matušky. V roce 1896 se s rodiči a jedenácti sourozenci přestěhoval do Bystřice pod Hostýnem. Jeho otec byl v Bystřici pod Hostýnem stavbyvedoucím.
Po ukončení studia na vyšší průmyslové škole s maturitou (obor stavební) v Brně, se rozhodl pokračovat ve stavitelské profesi svého otce. V roce 1909 získal titul stavitel a v roce 1918 získal inženýrský diplom.
Na začátku 1. světové války působil jako velitel přímořské pevnůstky v Pulje, od března 1916 až do února 1918 jako velitel dělostřelecké baterie na italském bojišti, od března 1918 do konce roku jako velitel pevnůstky Marie Luisa v Pulje, kde také velel dělostřeleckému pluku v hodnosti štábního kapitána.
Koncem 20. let byl členem městského zastupitelstva a byl nadšeným příznivcem bezmotorového létání. V roce 1936 jako předseda aeroklubu Bystřice pod Hostýnem (místní skupina Masarykovy letecké ligy) postavil na vlastní náklad hangár. Oba letouny (kluzák typ Přerov a typ Beskyd) během války ukrýval ve skladu stavebního materiálu ve vlastní firmě.

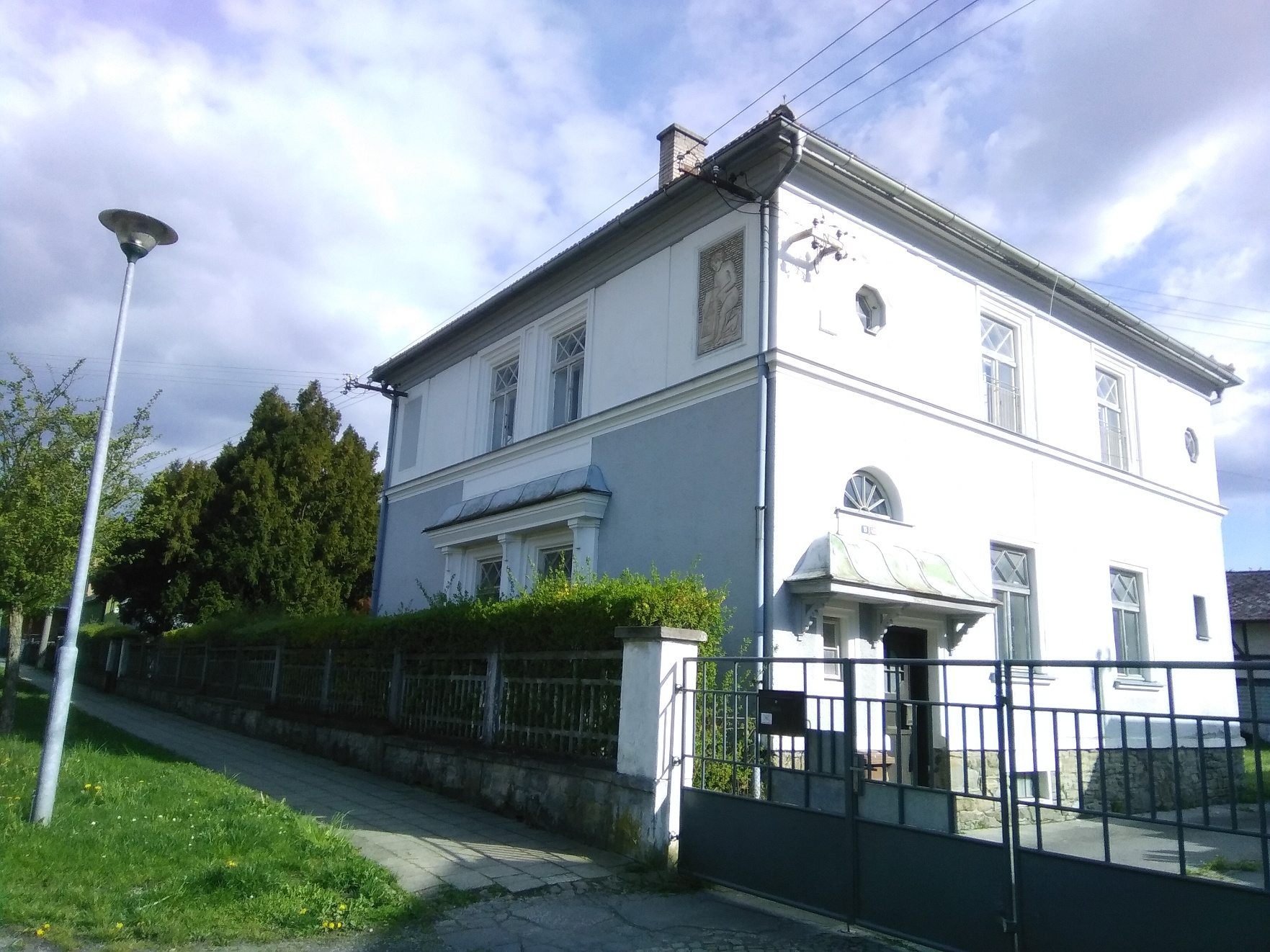
Inž. Metoděj Matuška rodinná vila

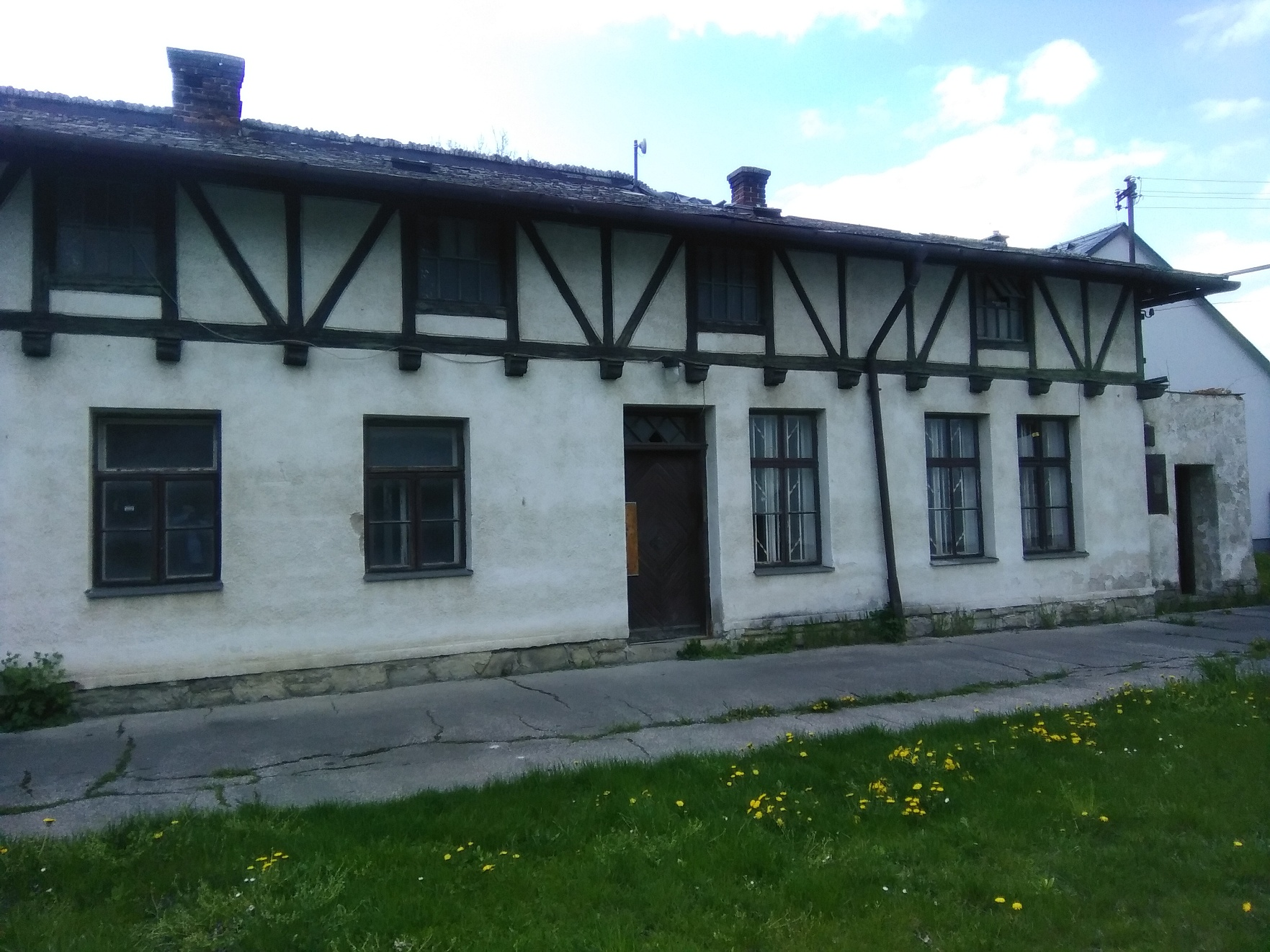
Inž. Metoděj Matuška stavební závod - hrázděná administrativní budova stavebního závodu

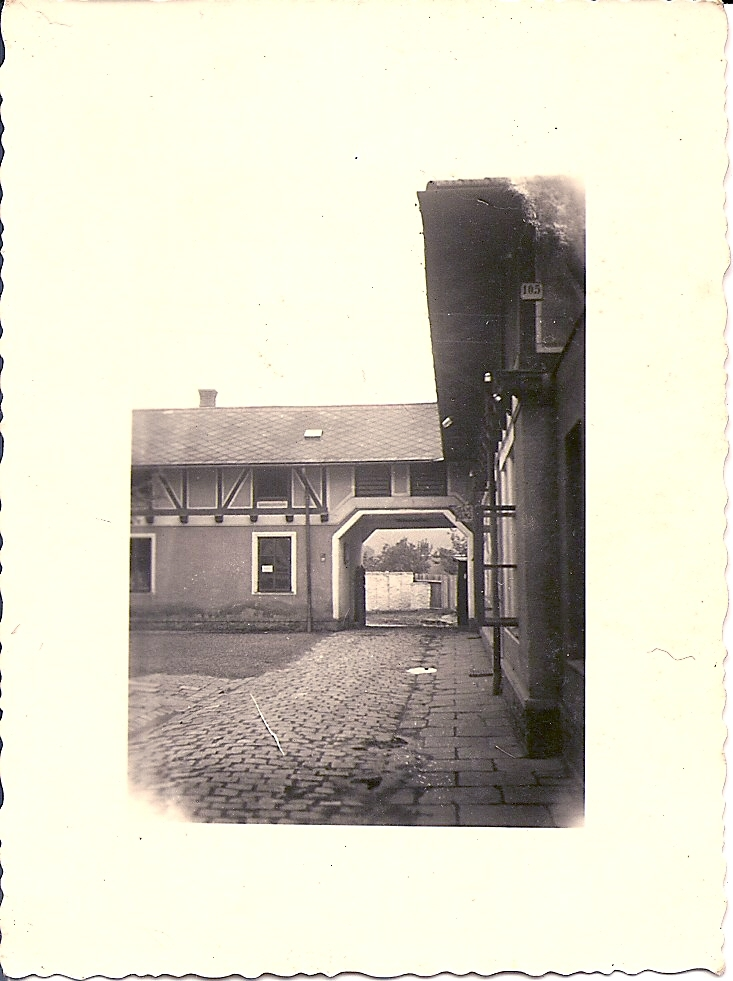
Inž. Metoděj Matuška - administrativní budova - průjezd do provozu stavebního závodu

Stavební firmu Inž. Metoděj Matuška začal budovat po válce. Tak jako jeho otec Jan ze začátku spolupracoval s renomovaným bystřickým architektem Otto Zemanem. Razítko společného stavebního závodu O. Zeman – Meth. Matuška – stavitelé Bystřice p. H. najdeme na stavebních dokumentech od června 1920 do jara 1923. Mezi léty 1922 až 1924 postavil rodinnou vilku a nižší hrázděné provozní budovy stavebního závodu v ulici Esperanto (dnešní Dvořákova). Ve firmě míval 40 – 50 stálých zaměstnanců a podle potřeb jednotlivých staveb si najímal další profese. Jeho firma do 2. světové války dobře prosperovala a ke svým zaměstnancům se vždy choval s úctou a péčí. Svou firmu také propagoval pomocí diapozitivů, na nichž byla některá z jeho staveb doprovázená textem. Tyto diapozitivy se promítaly v kině před zahájením představení.
Stavěl rodinné, činžovní i poutní domy, kaple, prováděl dostavby i stavby kostelů, různé „drobnější“ stavby, navrhoval výklady pro obchodníky, upravoval interiéry. V Soběchlebech stavěl kulturní dům a kino Charita. Plán spolkového domu, který se stal zázemím Vzdělávacího spolku Sušil založeného v roce 1929 a centrem bystřické kultury, navrhli František Musil a František Kozel, Inž. Metoděj Matuška stavbu řídil. Budova vznikla na pozemcích bývalé jízdárny barona E. G. Loudona
Práce na stavbách a obnově církevních památek pro něj byla nejčestnějším úkolem. Rekonstruoval kostel v Rajnochovicích, kostel a klášter na Velehradě, v letech 1935–1938 stavěl kostel Nanebevzetí Panny Marie v Blatničce. Zajišťoval péči o církevní stavby na celém území  působnosti olomouckého arcibiskupství.
Samostatnou kapitolou v díle Inž. Metoděje Matušky jsou jeho práce pro sv. Hostýn. S Ing. Vladimírem Fischerem z Holešova vybudoval v letech 1926–1928 na náklady Matice svatohostýnské poutní dům č. 3 s kapacitou 466 lůžek. V červnu 1942 byla pak zkolaudována Matuškou projektovaná stavba jednopatrové budovy s ledovnou, sálem pro poutníky, výletní restaurací a hospodářským zázemím naproti poutnímu domu č. 3. Plány schválil Památkový úřad v roce 1938. Z Matuškovy ledovny a sálu je dnes Jurkovičův sál, v němž sídlí Svatohostýnské muzeum. Detailní zakreslení vazby trámů v kopuli hostýnského chrámu a další nalezené výkresy dokládají, že se  Matuška podílel i na četných rekonstrukcích hostýnských objektů.

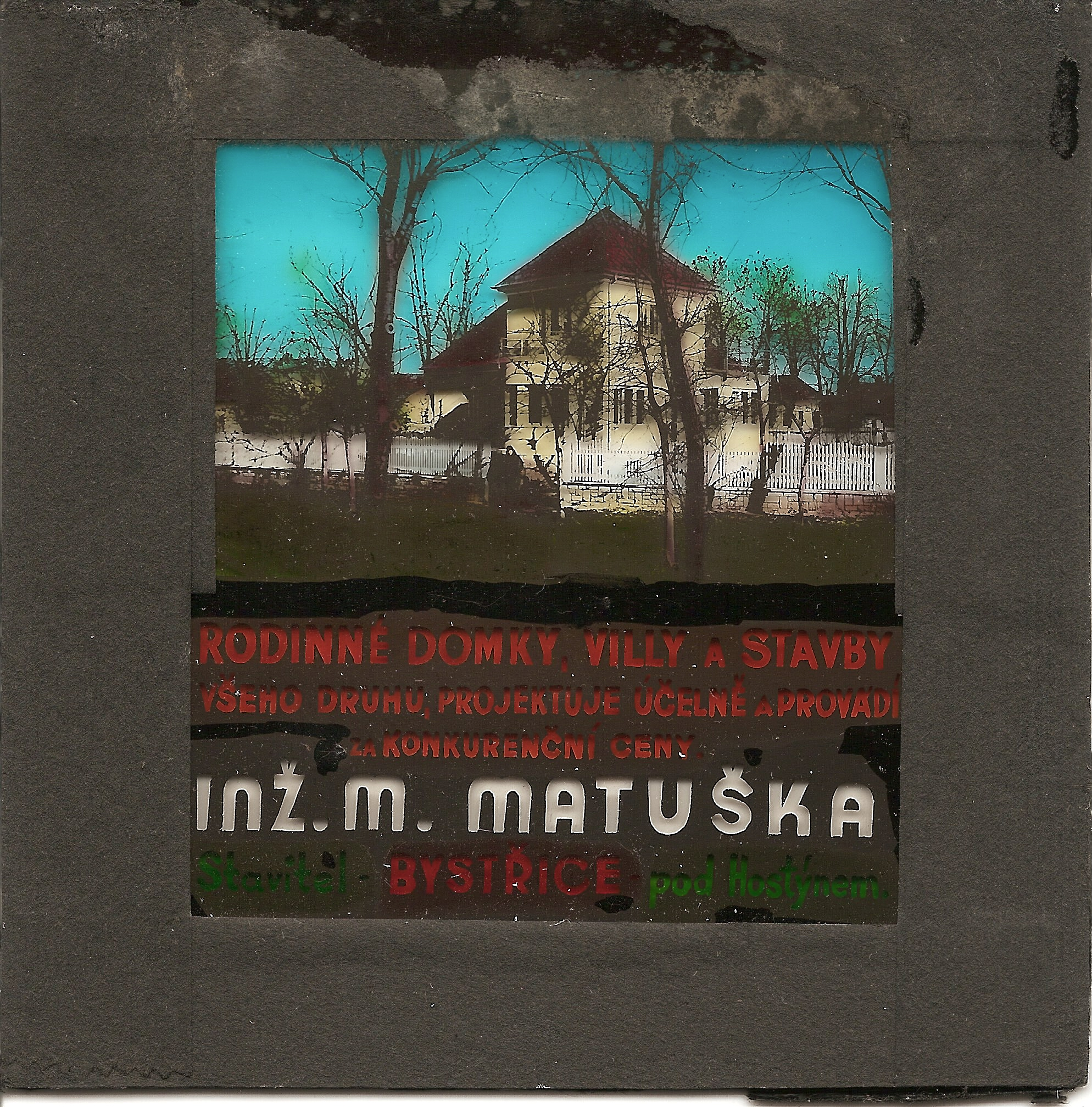
Reklamní diapozitiv Inž. Metoděje Matušky

V depozitáři bystřického zámku je uloženo několik objemných složek stavebních plánů, výkresů a dalších materiálů z Matuškovy pozůstalosti.
Firma Inž. Metoděje Matušky prosperovala až do roku 1948. Nástup komunistické moci po roce 1948 pocítil Inž. Metoděj Matuška se vší tvrdostí. Výměrem ministerstva stavebního průmyslu ze dne 4. prosince 1951 bylo Inž. Metoději Matuškovi sděleno, že majetek jeho firmy byl ke dni 1. ledna 1948 znárodněn a firma začleněna do Československých stavebních závodů, n. p. Praha. To byl konec firmy Inž. Metoděj Matuška. Inž. Metoděj Matuška pak byl zaměstnán jako technik nejdříve ve Vsetíně a do roku 1958  dojížděl do  Zlína a pracoval v národním podniku Pozemní stavby Gottwaldov.